# 旧山邑家住宅
旧山邑家住宅（きゅうやまむらけじゅうたく）は、兵庫県芦屋市にある、灘五郷の造り酒屋・櫻正宗の八代目当主山邑太左衛門の別邸としてアメリカ人建築家フランク・ロイド・ライト（Frank Lloyd Wright）が設計した住宅である。国の重要文化財。
1947年に淀川製鋼所（ヨドコウ）が購入し、1971年にマンションへの建て替えを検討したが建築史研究者らの保存要望を受けて取りやめ、「ヨドコウ迎賓館」として一般の見学を受け付けている。

## 概要
原設計は1918年で、ライトは1922年にアメリカ合衆国に帰国してしまったため、実際の建築はライトの下で帝国ホテルライト館の建設にも携わっていた、弟子の遠藤新と南信が行った。山邑太左衛門の娘婿であった政治家・星島二郎が、遠藤新と大学時代からの親しい友人であったことから、遠藤新を通じて山邑太左衛門にライトを紹介したと考えられている。竣工は1924年（大正13年）で、芦屋市街を一望できる高台に建っている。
1947年から淀川製鋼所が所有し、社長邸や独身寮などとして使われた。
ライトが日本で設計した住宅建築としてほぼ完全な形で現存する唯一の作品で、その価値の高さから1974年、大正時代以降の建造物として初めて、かつ鉄筋コンクリート建造物としても初めて国の重要文化財に指定された。建設時の姿に戻すための修復と調査を経て1989年から淀川製鋼所迎賓館（ヨドコウ迎賓館）として一般公開されている。なお、2016年11月より保存工事のため閉館中であったが、2019年2月16日より一般公開が再開されている。
ライトは敷地に対する建物配置が絶妙であるが、この旧山邑家住宅でも、それが実感できる。芦屋川が海に向かってまっすぐに行く寸前の折れたところの急峻な丘に階段状に建っているため、建築物が密集した現在でも芦屋川を通じて大阪湾が一望できる。建物全体を眺めながらエントランスに導かれるアプローチ、迷路状の流れるようなプラン、室内外の空間の細かい出入りなどライトのよく使った建築手法が存分に反映されている。
木材ではマホガニー、石材では栃木県産の大谷石を多用し、細かい装飾を至るところに施している。
日本の気象（多雨多湿）への配慮不足を指摘されることもあるが、ライトの建築は本国においても気象条件にあまり対応しているとは言えない。

## 建物概要
- 原設計：フランク・ロイド・ライト
- 工事 設計・監理：遠藤新建築創作所
- 工事 施工：女良工務店
- 竣工年：1924年
- 構造：RC造
- 建築面積：359.1平方メートル
- 延床面積：542.4平方メートル

## 所在地
- 〒659-0096　兵庫県芦屋市山手町3-10

## 交通
- 芦屋川駅（阪急電鉄）徒歩10分[1]
- 芦屋駅（JR西日本）徒歩15分
- 芦屋駅（阪神電鉄）徒歩20分
- 芦屋駅（JR西日本）、芦屋駅（阪神電鉄）より阪急バス「開森橋」バス停下車徒歩5分

## 周辺情報
- 芦屋市立美術博物館
- 虚子記念文学館
- 芦屋市谷崎潤一郎記念館
- 滴翠美術館
- 俵美術館
- エンバ中国近代美術館